# Karchesweiher

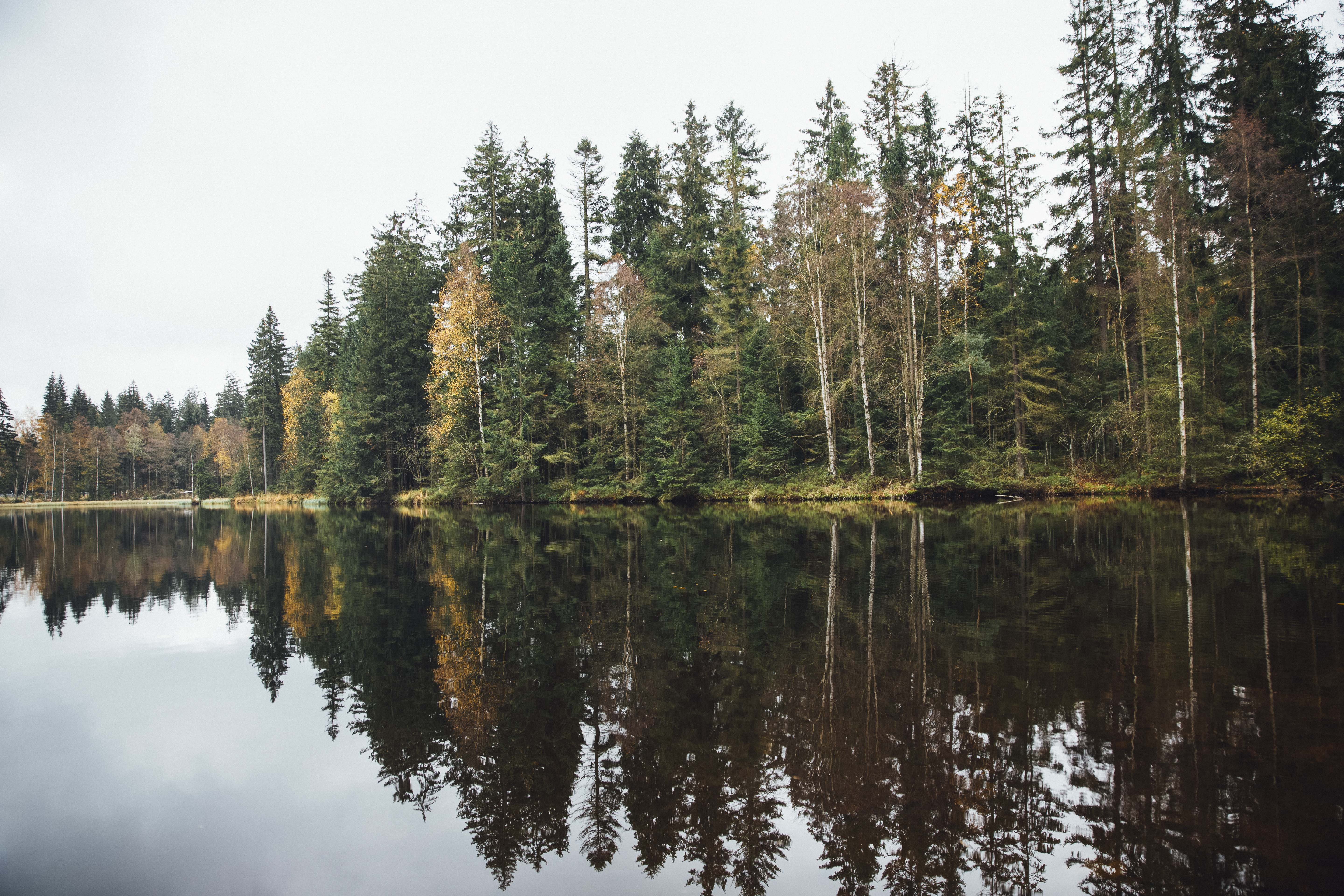
Karchesweiher Fichtelgebirge

Der Karchesweiher ist ein künstlich angelegter Stausee drei Kilometer südöstlich der Gemeinde Bischofsgrün im Landkreis Bayreuth (Nordbayern), am Fuße des Ochsenkopfs im Wald im Hochtal des Weißen Mains an der B 303/E 48. Seine Entstehung verdankt er dem Bergbau auf Eisenglimmer und der Verarbeitung des Erzes in einem Hammerwerk. Gespeist wird der See vom Weißen Main.

## Geschichte
1706 erbaute Hammermeister Johann Christoph Weller den Weißmain-Hochofen (Karches) mit einer zugehörigen Wohnung für die Schmelzer. Er verarbeitete den in der näheren Umgebung vorkommenden Eisenglimmer. 1716 kam der Besitz an seinen Schwiegersohn von Paschwitz, 1720 an den Hammerherren von Roth, 1735 ging der Hochofen ein. Roth verkaufte am 13. Februar 1757 Haus und Grundstück an den Dienstknecht Johann Karches auf dem Fröbershammer, zu dieser Zeit bestand bereits ein „Schutzteich“ (schützen: stauen). Später gingen Haus und Stauweiher an den Staat über, der sie 1841 wieder verkaufte; 1857 erwarb der Staat erneut das Haus, es diente einem staatlichen Waldaufseher als Wohnsitz und wurde 1898 neu erbaut. Seit 1970 ist das Waldhaus Karches und der Karchesweiher wieder in Privatbesitz. Ab 1660 diente der Karchesweiher der Holzflößerei. Seine heutige Größe erhielt er nach dem Bau der unmittelbar daran vorbeiführenden Fichtelgebirgsstraße.

## Karten
Fritsch Wanderkarte Nr. 52 Naturpark Fichtelgebirge und Steinwald, Maßstab 1:50.000